# Jaych al-Nasr
Jaych al-Nasr (arabe : جيش النصر, « L'Armée de la Victoire ») est un groupe rebelle de la guerre civile syrienne, fondé en 2015.

## Histoire

### Fondation
Jaych al-Nasr est formée en août 2015 et rassemble quinze groupes :
- Suqur al-Ghab (en)
- Jabhat al-Inqadh al-Muqatilah
- Le 111e régiment
- Le Front al-Cham
- Liwa Suqour al-Jabal
- Jaych al-Ezzah
- La 6e brigade
- La 111e division
- La 60e division
- La Brigade Bilad al-Cham
- Le Harakat Fedayeen al-Thawriyah
- Les bataillons Suqour al-Jihad
- La Brigade des martyrs d'al-Tremseh
- Les Kataeb al-Mashoor
- Liwa al-Aadiyat

Vers fin 2015, Suqur al-Ghab (en), Jabhat al-Inqadh al-Muqatilah et le 111e régiment fusionnent au sein de Jaych al-Nasr.

### Affiliations
Jaych al-Nasr fait partie de l'Armée syrienne libre et intègre la chambre d'opérations Fatah Halab,.

### Dissolution
Le 28 mai 2018, Jaych al-Nasr fusionne avec dix autres groupes de l'Armée syrienne libre pour former le Front national de libération.

## Effectifs et commandement
Jaych al-Nasr revendique 5 000 combattants présents dans le gouvernorat de Hama. Le groupe est commandé par le major Mohammed al-Mansour, également chef de Suqour al-Ghab,. Le chef de l'aile politique est Abdoul Hakim al-Rahmon.